# Гелен ван дер Бен
Гелен ван дер Бен (нід. Helen van der Ben, 25 липня 1964) — нідерландська хокеїстка на траві.
Бронзова призерка Олімпійських Ігор 1988 року, учасниця 1992 року.
Чемпіонка Європи 1987 року.
Чемпіонка світу 1990 року.
Переможниця Трофею чемпіонів 1987 року, бронзова призерка 1991 року.